# NGC 1670
NGC 1670 је лентикуларна галаксија у сазвежђу Орион која се налази на NGC листи објеката дубоког неба.
Деклинација објекта је - 2° 45' 36" а ректасцензија 4h 49m 42,6s. Привидна величина (магнитуда) објекта NGC 1670 износи 12,8 а фотографска магнитуда 13,8. NGC 1670 је још познат и под ознакама MCG 0-13-16, CGCG 394-17, PGC 16107.